# Duferco

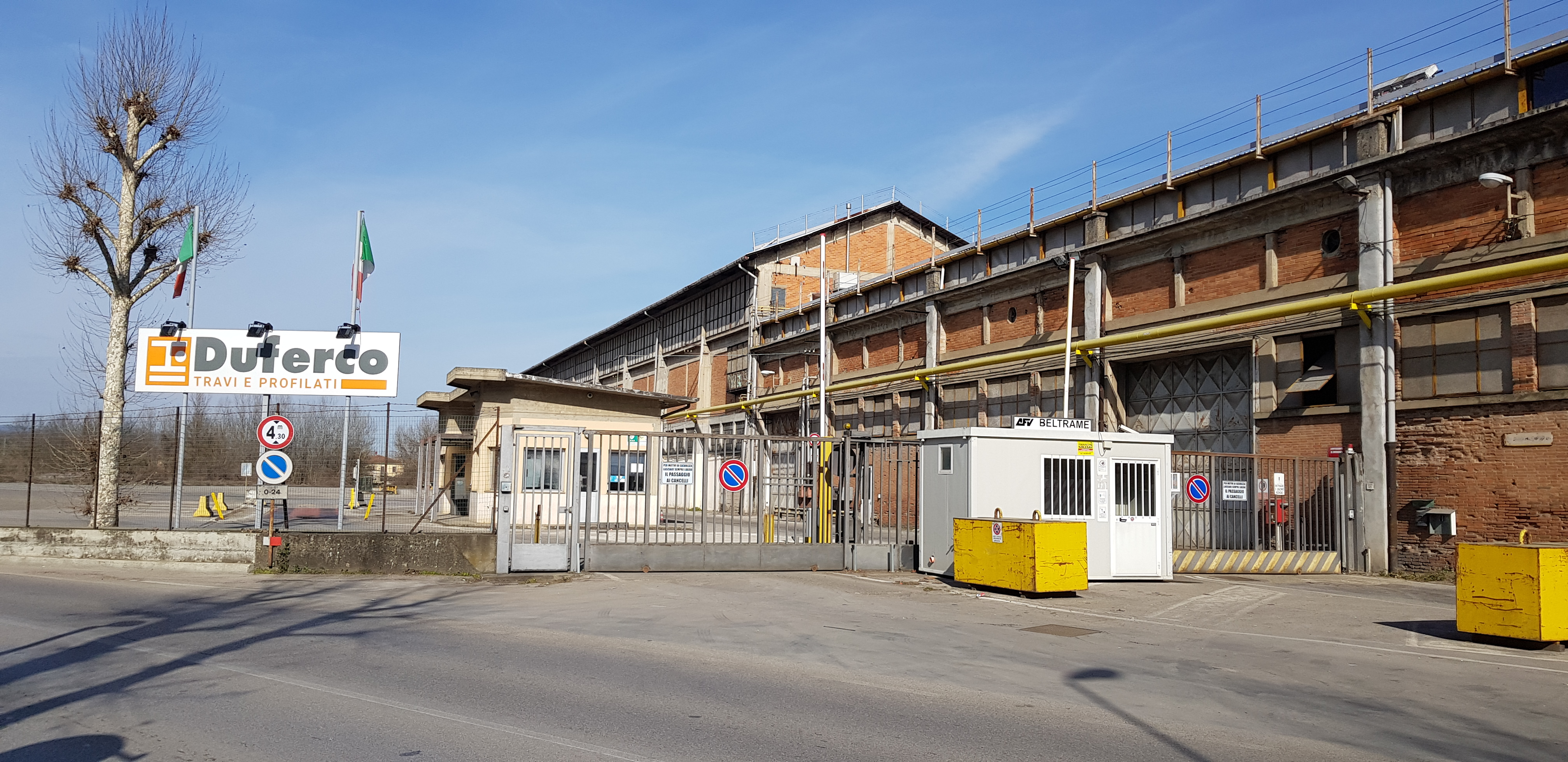
Stabilimento di Duferco a San Giovanni Valdarno.

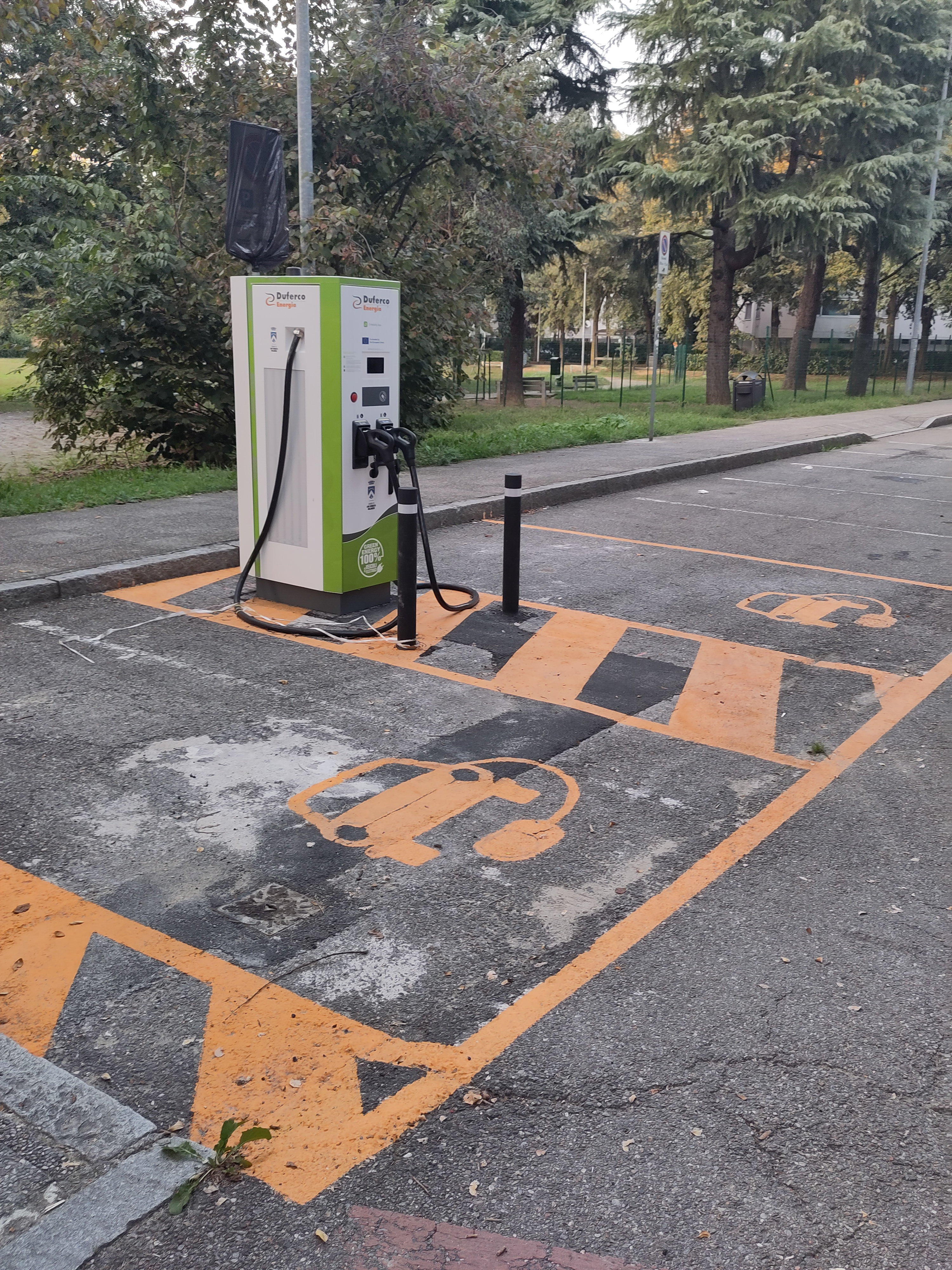
Stazione di ricarica di Duferco Energia.

La Duferco Participations Holding SA è una società con sede a Lussemburgo, nell'omonima nazione. L'attività principale della società è la produzione, l'importazione e l'esportazione di acciaio.

## Storia
La Duferco venne fondata nel 1979 da Bruno Bolfo, con sede a New York e San Paolo, poi spostata tre anni più tardi a Lugano. La società era inizialmente attiva nel solo commercio dell'acciaio.
A partire dai primi anni 1990, la società ha iniziato a dedicarsi anche al commercio delle materie prime, in particolare per l'industria siderurgica, su tutte coke, carbone, ferro e ghisa.
Nel 1996, la Duferco acquisì e ribattezzò in Duferdofin la Ferdofin Siderurgica, dando un forte implemento alla propria crescita nel settore dell'acciaio. Negli anni successivi, il gruppo acquisì numerose acciaierie in diversi parti del mondo.
Nel 2011, la società fondò la Duferco energia SpA, volta a gestire i crescenti investimenti aziendali nella produzione di energia rinnovabile, avviando la commercializzazione di energia e gas nel mercato italiano.
Con l'intenzione strategica di dedicarsi a nuove attività diversificate, nel 2015 il gruppo Duferco ha ceduto la maggioranza della sua divisione commerciale di acciaio alla Hesteel Group, pur mantenendo un'importante quota di minoranza (10%) e il pieno controllo sulla produzione di acciaio.

## Prodotti principali
Il gruppo si presenta come un investitore diversificato: le sue attività sono divise nei settori del commercio, della produzione e della vendita di energia e servizi, oltre alla produzione di acciaio.

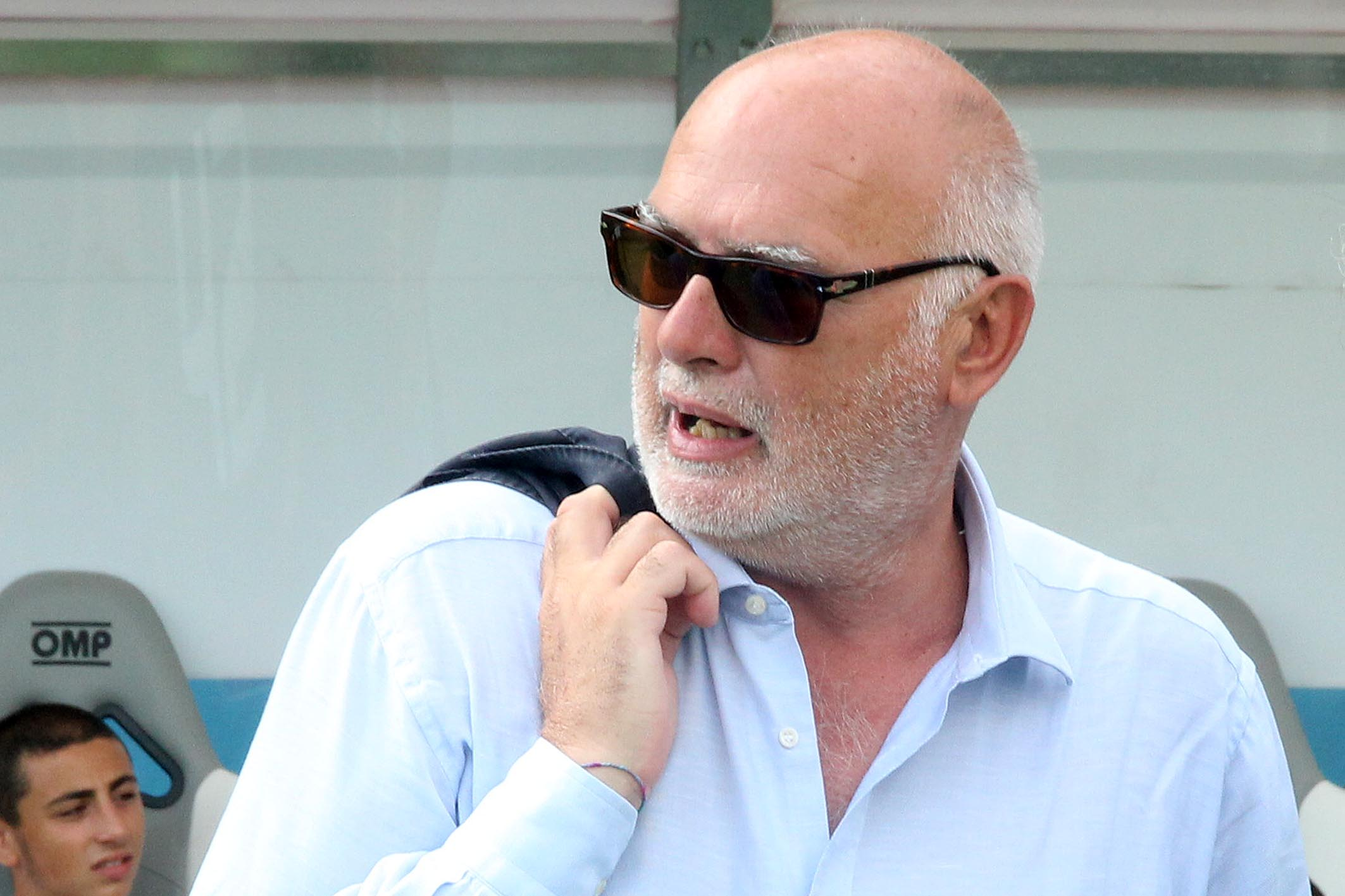
Antonio Gozzi, CEO del gruppo Duferco.

Negli ultimi anni, il gruppo ha iniziato a occuparsi dello shipping, tanto da essere il primo importatore di gas naturale liquefatto in Italia.
Duferco è inoltre il leader della produzione italiana di travi di costruzioni, concentrata soprattutto nello stabilimento di San Zeno Naviglio, provincia di Brescia, esportando il prodotto in 60 paesi.

## Società controllate
La Duferco Participations Holding SA può contare su un ampio numero di società controllate, tra cui: Duferco Italia Holding Spa, Duferco Travi e Profilati SpA, Duferco Commerciale Spa, Duferco Energia Spa, Duferco Bulgaria, Duferco Wallonie SA, Duferco France SNC  Duferco Partecipazioni Holding SA, Virtual Duferco Group, Ironet Ltd Romania, Duferco SA (società svizzera), Duferco Kiev Representative Office, Ipacer SA e molti altri.